# Röduppleden
Röduppleden är en allmän färjeled över Kalixälven vid Rödupp i Överkalix kommun. Leden drivs av Trafikverket och är avgiftsfri. Röduppleden är Trafikverkets nordligaste färjeled. Färjan Carolina Nord tar maximalt sex personbilar per tur. Färjan är lindragen och både styrlina och draglina löper i luften för att minska risken för nedisning. 
Vintertid, då isen lagt sig, dras färjeförbindelsen in, och en isväg dras mellan de två färjelägena. Under vissa perioder när det är för mycket is för färjan och för lite för isväg är sträckan helt avstängd för biltrafik. Alternativ bilväg är 34 km lång.